# 1992年夏季奥林匹克运动会羽毛球比赛
1992年夏季奥林匹克运动会的羽毛球比赛从7月24日－8月1日Pavelló de la Mar Bella举行。本屆奧運首度將羽球列為正式競賽項目，共設有男女單雙打共四個單項，除了女子單打項目採用11分、三戰二勝制，其他單項皆採用15分、三戰二勝制。韓國和印尼為最大贏家。

## 各單項獎牌得主
| 項目     | 金牌                            | 银牌                                        | 铜牌                                              |
| 男子單打 | 魏仁芳（印度尼西亚）            | 阿迪（印度尼西亚）                          | 托马斯·施蒂尔-劳里森（丹麦）                      |
| 男子單打 | 魏仁芳（印度尼西亚）            | 阿迪（印度尼西亚）                          | 蔡祥林（印度尼西亚）                              |
| 女子單打 | 王蓮香（印度尼西亚）            | 方銖賢（韩国）                              | 黄华（中国）                                      |
| 女子單打 | 王蓮香（印度尼西亚）            | 方銖賢（韩国）                              | 唐九红（中国）                                    |
| 男子雙打 | 朴柱奉（韩国） · 金文秀（韩国） | 洪忠中（印度尼西亚） · 郭宏源（印度尼西亚） | 李永波（中国） · 田秉义（中国）                   |
| 男子雙打 | 朴柱奉（韩国） · 金文秀（韩国） | 洪忠中（印度尼西亚） · 郭宏源（印度尼西亚） | 拉昔夫·西迪（马来西亚） · 賈蘭尼·西迪（马来西亚） |
| 女子雙打 | 黄惠英（韩国） · 鄭素英（韩国） | 关渭贞（中国） · 农群华（中国）             | 吉永雅（韩国） · 沈恩婷（韩国）                   |
| 女子雙打 | 黄惠英（韩国） · 鄭素英（韩国） | 关渭贞（中国） · 农群华（中国）             | 林燕芬（中国） · 姚芬（中国）                     |

## 各國獎牌榜
| 排名 | 国家／地区 | 金牌 | 银牌 | 铜牌 | 總數 |
| ---- | ---------- | ---- | ---- | ---- | ---- |
| 1    | 印度尼西亚 | 2    | 2    | 1    | 5    |
| 2    | 韩国       | 2    | 1    | 1    | 4    |
| 3    | 中国       | 0    | 1    | 4    | 5    |
| 4    | 丹麦       | 0    | 0    | 1    | 1    |
| 4    | 马来西亚   | 0    | 0    | 1    | 1    |
| 總計 | 總計       | 4    | 4    | 8    | 16   |

## 趣聞軼事
印尼隊的神雕俠侶－魏仁芳和王蓮香各自贏得了男子單打和女子單打項目的金牌，成為世界羽壇一對奥運冠軍情侶，傳為佳話。

## 判決爭議
女雙決賽中，裁判數度誤判，讓中國女雙組合痛失首面金牌。

## 外部連結
- Olympic Games 1992（页面存档备份，存于）